# Hannes Lechleitner
Hannes Lechleitner, genannt Hage (* 8. Jänner 1978 in Zams) ist ein österreichischer Pianist, Sänger, Schlagzeuger, Gitarrist, Bassist und Akkordeonist.

## Leben
Hannes Lechleitner übte ab 1985 am Keyboard, nahm ab 1988 Klavierunterricht und ab 1989 Schlagzeugunterricht. Seit 1991 spielte Lechleitner bei Rockbands am Keyboard und machte erste Versuche am Vocal.
Mit Remain, Coulourbox, Just for fun, der Steve Morgan Band und der Stadtmusikkapelle Landeck Perjen stand er auf der Bühne. Im Jahre 2000 startete er seine Solokarriere als Pianist und Sänger und machte damit die Musik zu seinem Hauptberuf. Als Piano-Entertainer arbeitet er in den verschiedensten Musikgenres. Meist singt und spielt Lechleitner am Piano in den Top Hotels in Westösterreich, Norditalien der Schweiz und Deutschland.
Er hat seine eigene Band mit der Besetzung Gitarre, Schlagzeug und Saxophon. Seit 2012 arbeitet Lechleitner auch als Klavierstimmer bzw. Klavierrestaurator. Von 2013 bis 2015 spielte er in einem Rock-Trio E-Bass.
Seit 2017 ist Hage ausgebildeter Privatpilot PPL/A EASA - Europe / SAA South Africa.

## Diskographie
- 1993 – Remain – Reasons
- 1998 – Just for fun – Exciting
- 1999 – Stadtmusikapelle Landeck Perjen
- 2005 – Steve and Hage – Live at La Vita
- 2006 – Hage – Ten fingers one voice
- 2006 – Steve Morgan and the L.A. boys – Live at the old cinema
- 2015 – Stickˋs & Strings live
- 2018 – The Peter Gabriel Tribute Show